# En deputeret fra Østersøflåden
Stedfortræder for Østersøen (russisk: Депутат Балтики, translit.: Deputat baltiki) er en sovjetisk film fra 1936 instrueret af Iosif Chejfits og Aleksandr Sarchi.

## Medvirkende
- Nikolaj Tjerkasov som Dmitrij Polezjajev
- Marija Domasjova som Masja Polezjajeva
- Boris Livanov som Misja Botjarov
- Oleg Zjakov som Vikentij Vorobjov
- Aleksandr Melnikov som Kupriyanov